# Henrik Enghoff
Sven Axel Henrik Enghoff, född 9 april 1894 i Kristianstad, död 6 mars 1986 i Uppsala, var en svensk fysiolog.
Henrik Enghoff var son till Karl Enghoff. Han blev student 1912, 1918 medicine kandidat, 1924 medicine licentiat och 1927 medicine doktor vid Lunds universitet. Enghoff ägnade sig huvudsakligen åt fysiologin, och var efter amanuens- och assistentförordnanden 1924–1926 docent i Lund 1927–1931. Han var vid olika tillfällen 1927 och 1929 tillförordnad professor i fysiologi och 1928 i farmakologi. År 1931 blev Enghoff laborator i experimentell fysiologi och medicinsk fysik vid Uppsala universitet där han vid olika tillfällen uppehöll professuren i fysiologi. Han författade en mängd vetenskapliga arbeten, främst inom andningens och kretsloppets fysiologi, och var bland annat sakkunnig för statens räkning rörande gasmasker 1927–1930. Enghoff är begravd på Norra kyrkogården i Lund.